# 我是個名人...帶我離開這!
我是個名人...帶我離開這!（I'm a Celebrity...Get Me Out of Here!）是英國的一檔真人秀電視節目，節目內容為12位名人在森林中共同生活三個禮拜，第一季於2002年8月開始播出。該節目最初由獨立電視台製作播出，之後製播過美國、德國、法國、匈牙利、瑞典、荷蘭、丹麥、羅馬尼亞、澳大利亞、印度版。至2016年，英國版、德國版和澳大利亞版仍在製播。

## 外部連結
- itv.com上《I'm a Celebrity...Get Me out of Here! 》的資料